# ホタルイ
ホタルイ (蛍藺、Schoenoplectiella hotarui) は、イグサに似た姿のカヤツリグサ科ホソガタホタルイ属の植物である。類似種はいくつかある。水田における稲の雑草として、全国的な被害を与えている。

## 特徴
湿地にはえる普通種である。
地下茎は泥の表面で短く横に這う。多数の花茎を伸ばす。葉は花茎の基部の鞘となって、葉身は全く出ない。
花茎は真っすぐに立ち、断面は円形。ただしなめらかではなく、やや大きめの陵が並ぶので、多角形になる。高さは20-60cm、先端に2-3個の小穂をつける。穂の下からは１つの苞が伸びるが、むしろ花茎の延長のように見え、穂がその側面に出ると言った方が分かりやすい形である。苞の先端は細くなってとがる。
小穂は丸っこい卵形で先端はとがる。鱗片が螺旋状に重なって、小さな松笠のような姿をしている。鱗片をはがすとその内側には花がある。花は雌しべと雄しべ、それに針状の付属物がある。この付属物は花被に由来するものと考えられる。
果実は熟すると黒褐色になり、倒卵形、断面はやや偏平な三角形。先端からは雌しべの花柱が出るが、果実が成熟するころには、その基部から脱落する。花柱の基部が幅広くなったりせず、素直に果実につながる。
この名は蛍藺であろうことは間違いないようだが、その由来や意味は不明である。牧野(1961)はこの字を当て、由来不明とした上で、蛍籠に入れるとの説を紹介し、その上でさらに不明としている。佐竹他(1982)はホタルの出るような場所に生育するから、とも言うが、定かではない。
湿地や水田、それに川の周囲などにも生息している。

## 近縁種
ホタルイに似た植物で、最もよく見かけるのがイヌホタルイ (S. juncoides Roxb.) である。ホタルイと同様に、さまざまな湿地にも見られるが、イヌホタルイは特に水田によく出現する。形態はよく似ていて、イヌホタルイの方がやや小型、小穂はより細長い傾向がある。一番の区別点はホタルイの柱頭が三つに分かれるのに対して、イヌホタルイのそれは二裂であることである。ただし、イヌホタルイの小穂を解体すると、柱頭が二のものと三のものが交じっている。この両者を同種内の変種と見て、イヌホタルイはホタルイが水田雑草として適応した型ではないかとも言う説もある。
ヒメホタルイ (S. lineolatus Franch. et Sav.) は池の周辺などに生育する小型種で、地下茎が横に這う点が大きく異なる。タイワンヤマイ (S. wallichii Nees in Wight) は小穂がやや細く尖ること、針状付属物が果実の二倍くらいと長いことが特徴であるが、ホタルイなどと混同されることが多い。他にもいくつか類似の種がある。